# Pinitol
Pinitol con fórmula química C7H14O6 es un ciclitol, un cíclico poliol. Se trata de un conocido agente antidiabético aislado de las hojas de Sutherlandia frutescens leaves. Los taninos vegetales de las agallas se pueden diferenciar por su contenido en pinitol.
Ciertas variantes de la bacteria Pseudomonas putida se han utilizado en la síntesis orgánica, el primer ejemplo es la oxidación de benceno, empleado por el Prof. S. V. Ley en la síntesis de (+ / -) pinitol.

## Glucósidos
Ciceritol es un pinitol digalactósido que puede ser aislado de semillas de garbanzos, lentejas y lupino blanco.
Un derivado de ciclitol se puede encontrar en la esponja marina Petrosia sp.